# コンセプシオン (パラグアイ)
コンセプシオン（Concepción）は、パラグアイ中西部、コンセプシオン県の県都。パラグアイ川沿いにある。人口3万5276人（1992年）。

## 交通
ブラジルのポンタ・ポランとは国道で結ばれている。

## 歴史
スペイン人統治者アグスティン・フェルナンド・デ・ピネド(Agustín Fernado de Pinedo)によって創設された。20世紀初期に、同国北部の中心都市として、グランチャコや川の港による富を開拓して、町は栄えた。1947年、パラグアイ内戦においても町はその拠点となった。